# Thorsten Havener

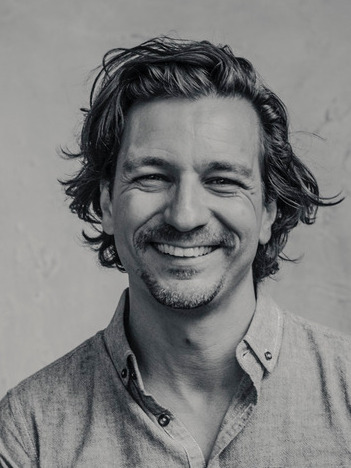
Thorsten Havener (2017)

Thorsten Havener (* 27. September 1972 in Saarbrücken) ist ein deutscher Autor, Redner und Mentalkünstler.

## Leben
Nach Abitur und Zivildienst absolvierte er an den Universitäten Saarbrücken und Monterey (Kalifornien) ein Studium der angewandten Sprachwissenschaften, wo er einen Abschluss als Diplom-Übersetzer für Englisch und Französisch erlangte.
Mit seiner Familie lebt er in der Nähe von München.

### Karriere
Thorsten Havener beschäftigt sich seit seiner frühen Jugend mit den Themen Illusion, Wahrnehmung, Körpersprache und Mentalstrategien, die er in seinen Veröffentlichungen, Shows und Vorträgen miteinander verknüpft.
1986 hatte Havener seinen ersten öffentlichen Auftritt als Zauberkünstler. 1995 gewann Havener die französischen Meisterschaften der Zauberkunst in der Kategorie magie générale. 2001 wandte er sich von der klassischen Zauberei ab und beschäftigte sich mit Mentalstrategien, Wahrnehmung, Körpersprache, Suggestion und Hypnose.
Ab Januar 2005 führte Havener durch seine eigene Fernsehshow Der Gedankenleser – ein Mann sieht alles auf Sat.1. Anschließend war er in Talkshows, Radio- und Fernsehsendungen zu Gast, in denen er für Zuschauer und Moderatoren Experimente vorführte. Mit seinen Bühnenshows Was denken Sie, Gedanken sind zollfrei und Denken und andere Randsportarten, der Körpersprache Code tourte er durch Deutschland. Im Frühjahr 2013 hatte sein Programm Ich weiß, was Du denkst Premiere in München, anschließend ging er auf Tournee. Seit Dezember 2017 tourt er mit seiner Show Feuerproben.
Havener bietet weiterhin Seminare und Vorträge an, in denen er sein Wissen weitervermittelt.
Insgesamt verkauften sich seine Bücher mehr als eine Million Mal in 16 Sprachen.

## Werke
- Ich weiß, was du denkst. Das Geheimnis, Gedanken zu lesen, Rowohlt Verlag, Reinbek bei Hamburg 2009, ISBN 978-3-499-62520-6.
- mit Michael Spitzbart: Denken Sie nicht an einen blauen Elefanten! Die Macht der Gedanken. Rowohlt Taschenbuch, Reinbek bei Hamburg 2010, ISBN 978-3-499-62609-8. (8. Auflage)
- Denk doch, was du willst. Die Freiheit der Gedanken. Wunderlich, Reinbek bei Hamburg 2011, ISBN 978-3-8052-5021-4.
- Ohne Worte. Was andere über dich denken. Rowohlt, Reinbek bei Hamburg 2014, ISBN 978-3-499-62865-8.
- Sag es keinem weiter: Warum wir Geheimnisse brauchen. Rowohlt, Reinbek bei Hamburg 2019, ISBN 978-3-499-63240-2.
- Ich sehe das, was du nicht sagst: Körpersprache verstehen – Menschen lesen. Yes Publishing, München 2020, ISBN 978-3-96905-020-0.
- Mach doch, was ich will: Die Kunst der Manipulation. Yes Publishing, München 2021, ISBN 978-3-96905-074-3.[6]